# Richard Wendene
Richard Wendene ou Richard de Wenden († 12 octobre 1250, Freckenham) est évêque de Rochester de 1238 à sa mort.

## Biographie
Les origines de Richard Wendene (ou Wenden, de Wenden) sont inconnues. Il a parfois été dit par des historiens contemporains, erronnemment, être de Wendover, mais cela résulte d'une méprise avec l'écrivain contemporain Richard de Wendover. Richard Wenden pourrait tirer son patronyme de Wenden Lofts dans l'Essex. On sait seulement qu'il avait un frère prénommé Michel. Celui-ci est désigné dans une charte sous un titre qui peut faire penser à une origine aristocratique.
Richard Wendene fait pratiquement toute sa carrière ecclésiastique dans le diocèse de Rochester. La première trace écrite le mentionnant le décrit comme clerc au service de Bénédicte de Sawston, évêque de Rochester (1215-1226). Il est ensuite au service de l'évêque suivant, Henri de Sandford, auprès duquel il exerce une charge importante. 
En mars 1235, un mois après la mort de Sandford, il est élu évêque de Rochester par les moines de Rochester. Sa nomination est contestée par Edmond Rich d'Abingdon, archevêque de Cantorbéry, qui revendique le droit de désigner lui-même l'évêque. Le cas est finalement soumis à la cour papale qui tranche en faveur du choix des moines de Rochester. Wendene est donc officiellement reconnu évêque de Rochester le 20 mars 1238. 
Il est consacré par l'archevêque Edmond Rich d'Abingdon le 21 novembre suivant. Il meurt le 12 octobre 1250 à Freckenham. Sa réputation de quasi saint lui vaut d'être inhumé dans l'abbaye de Westminster.